# Kestratherina
Kestratherina is een geslacht van straalvinnige vissen uit de familie van koornaarvissen (Atherinidae).

## Soorten
- Kestratherina brevirostris Pavlov, Ivantsoff, Last & Crowley, 1988
- Kestratherina esox Klunzinger, 1872